# Amon Carter Museum

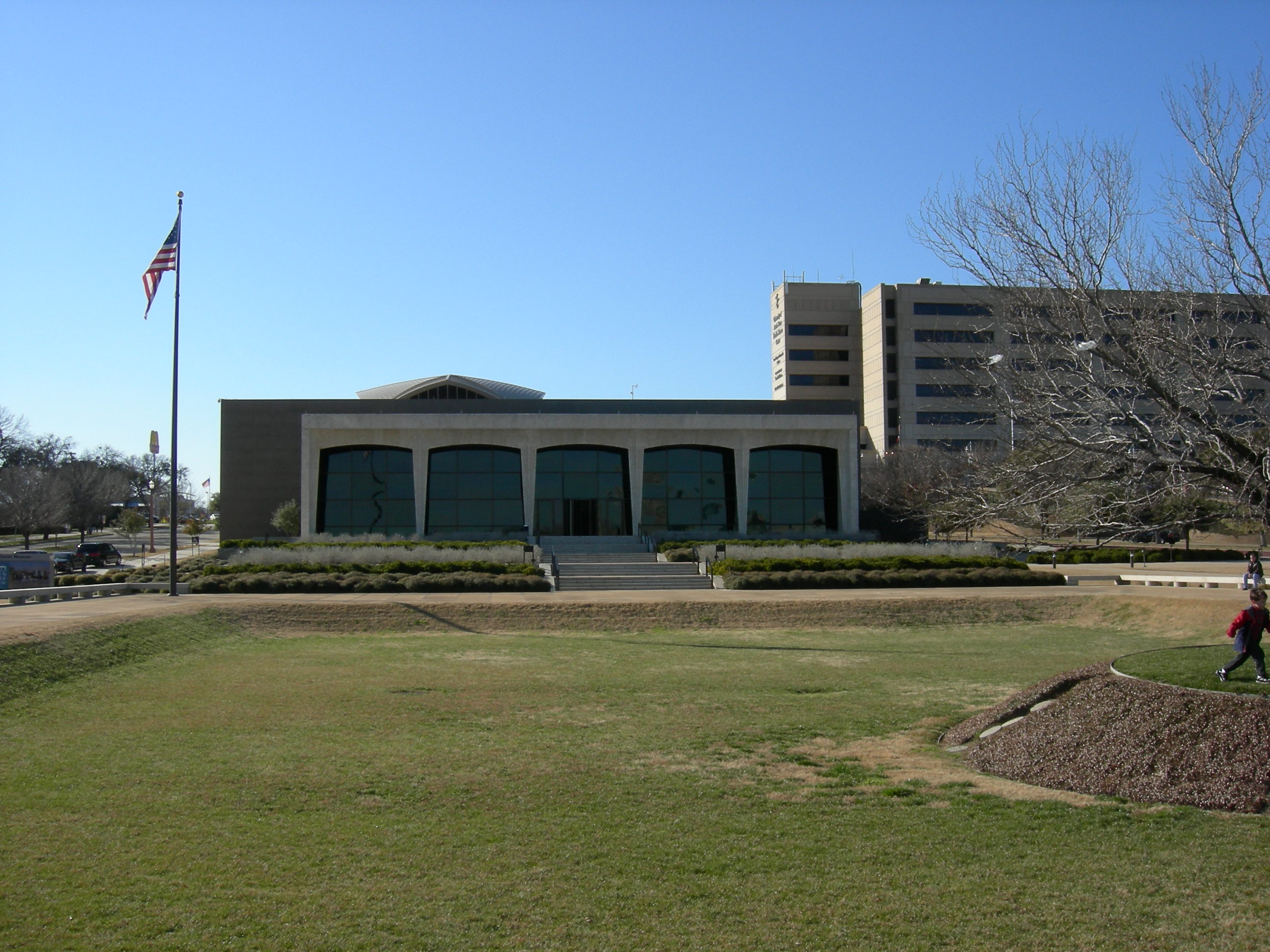
Amon Carter Museum

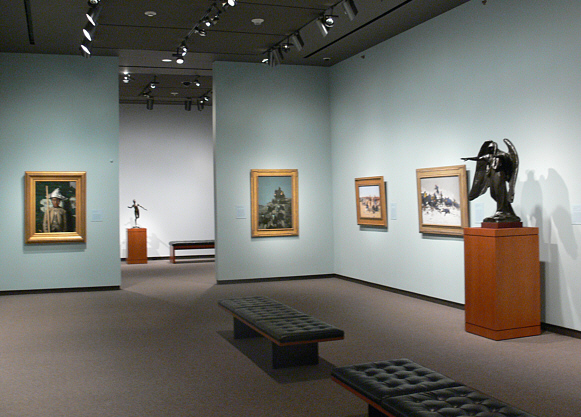
Innenansicht des Museums

Das Amon Carter Museum of American Art ist ein Museum für US-amerikanische Malerei, Skulptur und Fotografie in Fort Worth, Texas. Es wurde von Amon G. Carter gestiftet, um seine Sammlung von Gemälden und Skulpturen der „Western“-Künstler Frederic Remington und Charles M. Russell aufzunehmen. In einem Gebäude des Architekten Philip Johnson wurde das Museum 1961 eröffnet.
Schon der erste Museumsdirektor Mitchell A. Wilder verbreiterte den Sammlungsschwerpunkt erheblich. Nach seiner Interpretation der amerikanischen Kunstgeschichte als Geschichte von Künstlern, die zu verschiedenen Zeiten an ihrer jeweiligen „frontier“ arbeiteten, erweiterte er die Sammlung in verschiedene Richtungen, von den ersten amerikanischen Landschaftsmalern der 1830er Jahre bis zur modernen Kunst des 20. Jahrhunderts. Das Museum sammelt bis heute aktiv amerikanische Kunst. 2001 wurde das Museum durch einen Anbau erweitert, der ebenfalls von Philip Johnson entworfen wurde.
Die Sammlung enthält unter anderem Meisterwerke von Alexander Calder, Thomas Cole, Stuart Davis, Winslow Homer, Georgia O’Keeffe, John Singer Sargent, Charles Demuth, Martin Johnson Heade und Alfred Stieglitz. Gezeigt wird auch Thomas Eakins’ berühmtes Gemälde Swimming (seit 1990 im Eigentum des Museums).
Das Amon Carter Museum besitzt auch eine der besten Sammlungen amerikanischer Fotografie, bestehend aus mehr als 30.000 Ausstellungs-Abzügen von etwa 400 Fotografen. Die Fotografie-Sammlung enthält Werke und Nachlässe bedeutender amerikanischer Fotografen wie Laura Gilpin, Eliot Porter und Karl Struss.
Das Museum liegt wie die benachbarten Kunstmuseen Kimbell Art Museum und Modern Art Museum of Fort Worth im „Cultural District“ von Fort Worth.